# Juliusz Sas-Wisłocki
Juliusz Sas-Wisłocki (ur. 11 kwietnia 1909, zm. 3 września 1973 w Krakowie)  – polski prawnik, doktor prawa, adwokat, filister i założyciel K! Palestra, działacz i ideolog ONR, monarchista, autor kodeksu honorowego. Wnuk Władysława Ignacego Wisłockiego.
Studia prawnicze ukończył w 1931 na Uniwersytecie Jagiellońskim. Studiował też w Genewie i Bukareszcie. Znał biegle kilkanaście języków: angielski, francuski, niemiecki, rosyjski, włoski, hebrajski, rumuński, bułgarski, czeski, węgierski, ukraiński. Doktorat („Opieka kobiet w prawie papirusów”) pisał na podstawie tekstów staroegipskich. Od 1936 prowadził kancelarię adwokacką. Redagował z Tadeuszem Śmiarowskim pismo „Współczesna Myśl Prawnicza” (miesięcznik Związku Zrzeszeń Młodych Prawników Rzeczypospolitej Polskiej). Przebywając w momencie rozpoczęcia II wojny światowej w Turcji - powrócił do kraju przez Rumunię i Zaleszczyki. Podczas wojny wykładał w Krakowie na tajnych kompletach. Po wojnie pracował naukowo w Krakowie i Warszawie. Politycznie związał się ze Stronnictwem Pracy, a następnie Stronnictwem Demokratycznym. Ostatecznie nie zrobił kariery naukowej. Był członkiem Rady Adwokackiej w Krakowie. W środowisku prawniczym był nazywany „adwokatem adwokatów”.
Został pochowany na   cmentarzu Rakowickim w Krakowie (kwatera IVa, zach.).

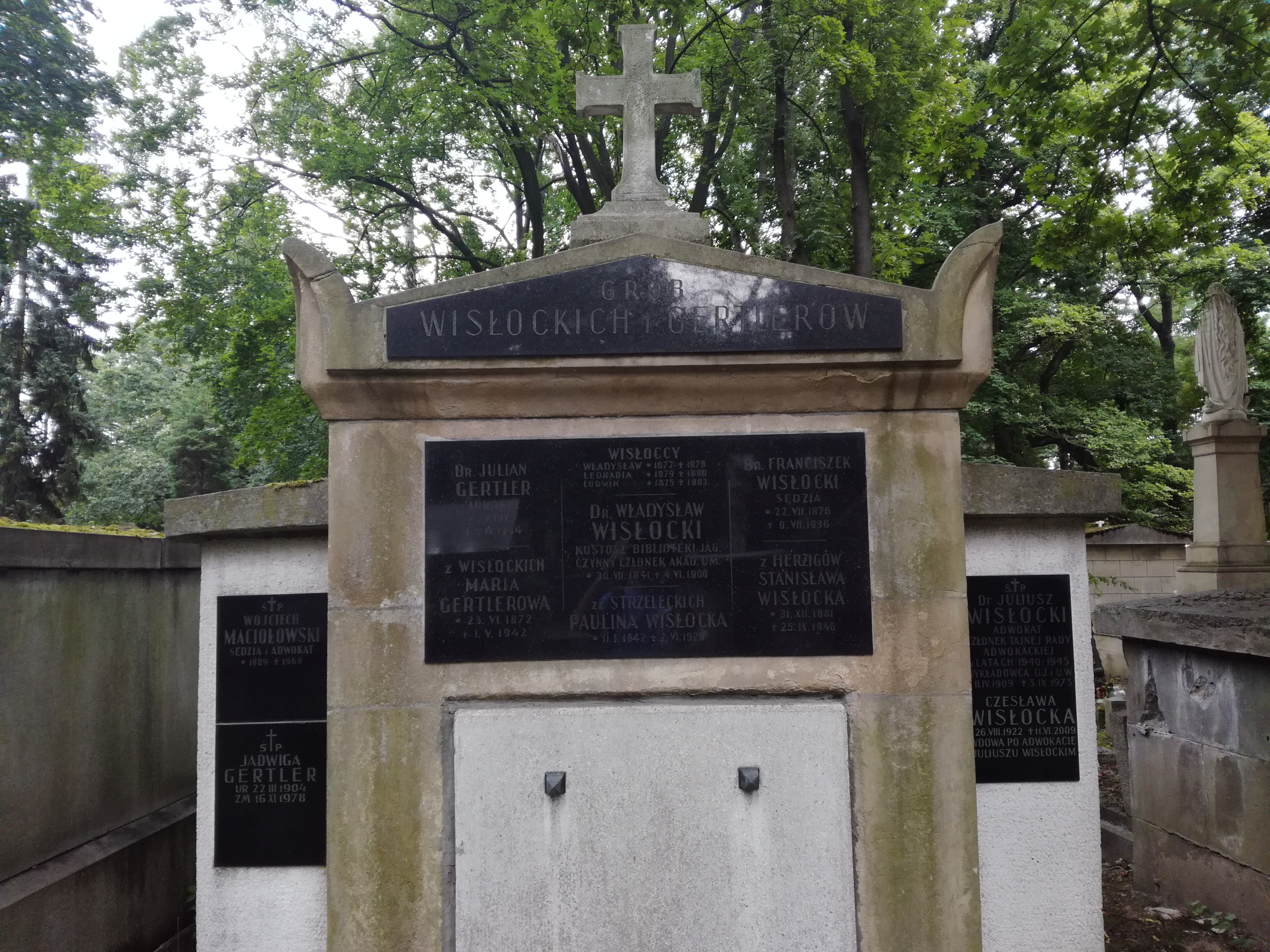
Grób Juliusza Wisłockiego na cmentarzu Rakowickim